# 京都府道531号上夜久野停車場線
京都府道531号上夜久野停車場線（きょうとふどう531ごう かみやくのていしゃじょうせん）は、京都府福知山市を通る一般府道である。

## 概要
福知山市夜久野町平野から福知山市夜久野町小倉に至る。

### 路線データ
- 起点：福知山市夜久野町平野（JR西日本山陰本線 上夜久野駅前）
- 終点：福知山市夜久野町小倉（国道9号交点）

## 路線状況

### 重複区間
- 兵庫県道・京都府道63号山東大江線（福知山市夜久野町平野・上夜久野駅前交差点 - 福知山市夜久野町平野・上夜久野踏切交差点）

## 地理

### 通過する自治体
- 福知山市

### 交差する道路
| 交差する道路                                  | 交差する場所 | 交差する場所       |
| --------------------------------------------- | ------------ | ------------------ |
| 兵庫県道・京都府道63号山東大江線 重複区間起点 | 夜久野町平野 | 上夜久野駅前交差点 |
| 兵庫県道・京都府道63号山東大江線 重複区間終点 | 夜久野町平野 | 上夜久野踏切交差点 |
| 国道9号 / 山陰道                              | 夜久野町小倉 | 終点               |

### 交差する鉄道
- 山陰本線

### 沿線
- JR西日本山陰本線 上夜久野駅
- 道の駅農匠の郷やくの
- ドライブインやくの
- ドライブイン大池
- 賀茂神社